# حامل الشعر
حامِل الشعر (الاسم العلمي: Crinifer)، جنس طيور يتبع فصيلة آكلات الموز. يقتصر وجودها على إفريقيا. في السابق، كان الجنس يحتوي فقط على آكل الموز، ولكن في عام 2021، تم دمج طيور ارحل في الجنس.
وهي طيور كبيرة الحجم، وصاخبة، وظاهرة للعيان، لكنها تفتقد الألوان الزاهية التي تتميز بها أقاربها. وهي في الغالب رمادية اللون، ولها ذيول طويلة وقمة رأس منتصبة. قوتها الفاكهة، وخاصة التين والبذور وغيرها من المواد النباتية.
على عكس العديد من طيور آكلات الموز الأكثر إشراقًا التي تعيش في الغابات، فهي طيور تعيش حول البلدات الإفريقية المفتوحة ولها ريش رمادي وأبيض باهت. في جنوب إفريقيا، تُعرف هذه الطيور باسم kwêvoëls، على الرغم من أنها تسمى أيضًا لوريس loeries جنبًا إلى جنب مع طيور آكلات الموز الأخرى.
سُميت طيور ارحل بهذا الاسم بسبب نداءها الصاخب "ارحل".
أُنشئ الجنس من قبل عالم الحيوان البولندي فيليكس باوي جاروكي في عام 1821 مع آكل الموز الغربي (Crinifer piscator) بوصفه النوع النمطي. يجمع الاسم بين الكلمة اللاتينية crinis التي تعني "الشعر" و-fer التي تعني " حامل، محمل".